# Siripol Punpa
 (mai 2019).
Si vous disposez d'ouvrages ou d'articles de référence ou si vous connaissez des sites web de qualité traitant du thème abordé ici, merci de compléter l'article en donnant les références utiles à sa vérifiabilité et en les liant à la section « Notes et références ».
Siripol Punpa (né le 9 septembre 1999) est un athlète thaïlandais, spécialiste du sprint.
Le 22 avril, il bat en séries, avec ses coéquipiers Ruttanapon Sowan, Bandit Chuangchai et Jirapong Meenapra, le record national en 38 s 72, avant de remporter la médaille d’or lors des Championnats d’Asie 2019, bénéficiant de la disqualification de l’équipe chinoise du relais 4 × 100 m.